# Kipp Coulée
Kipp Coulée är en dal i Kanada.   Den ligger i provinsen Alberta, i den södra delen av landet, 2 800 km väster om huvudstaden Ottawa.
Trakten runt Kipp Coulée består till största delen av jordbruksmark. Trakten runt Kipp Coulée är nära nog obefolkad, med mindre än två invånare per kvadratkilometer.